# Oleksandro-Hrîhorivka, Peatîhatkî
Oleksandro-Hrîhorivka (în ucraineană Олександро-Григорівка) este un sat în comuna Bilenșciîna din raionul Peatîhatkî, regiunea Dnipropetrovsk, Ucraina.

## Demografie
Componența lingvistică a localității Oleksandro-Hrîhorivka
     Ucraineană (100%)
Conform recensământului din 2001, toată populația localității Oleksandro-Hrîhorivka era vorbitoare de ucraineană (100%).